# Myosorex eisentrauti
Espèce
Statut de conservation UICN

 CR B1ab(iii) : 
En danger critique
La Musaraigne d'Eisentraut (Myosorex eisentrauti) est une espèce de Soricidés endémique de l'île Bioko en Guinée équatoriale. Elle a été découverte à la fin des années 1960.